# Cenicero
Cenicero è un comune spagnolo di 2 052 abitanti situato nella comunità autonoma di La Rioja.